# Joachim Müller
Joachim Müller (Zwickau, 15 luglio 1952) è un allenatore di calcio ed ex calciatore tedesco orientale dal 1990 tedesco, di ruolo centrocampista.

## Statistiche

### Cronologia presenze e reti in nazionale
| Cronologia completa delle presenze e delle reti in nazionale ― Germania Est | Cronologia completa delle presenze e delle reti in nazionale ― Germania Est | Cronologia completa delle presenze e delle reti in nazionale ― Germania Est | Cronologia completa delle presenze e delle reti in nazionale ― Germania Est | Cronologia completa delle presenze e delle reti in nazionale ― Germania Est | Cronologia completa delle presenze e delle reti in nazionale ― Germania Est | Cronologia completa delle presenze e delle reti in nazionale ― Germania Est | Cronologia completa delle presenze e delle reti in nazionale ― Germania Est |
| Data                                                                        | Città                                                                       | In casa                                                                     | Risultato                                                                   | Ospiti                                                                      | Competizione                                                                | Reti                                                                        | Note                                                                        |
| --------------------------------------------------------------------------- | --------------------------------------------------------------------------- | --------------------------------------------------------------------------- | --------------------------------------------------------------------------- | --------------------------------------------------------------------------- | --------------------------------------------------------------------------- | --------------------------------------------------------------------------- | --------------------------------------------------------------------------- |
| 27/04/1977                                                                  | Bucarest                                                                    | Romania                                                                     | 1 – 1                                                                       | Germania Est                                                                | Amichevole                                                                  | -                                                                           |                                                                             |
| 12/07/1977                                                                  | Buenos Aires                                                                | Argentina                                                                   | 2 – 0                                                                       | Germania Est                                                                | Amichevole                                                                  | -                                                                           | 61’                                                                         |
| 28/07/1977                                                                  | Lipsia                                                                      | Germania Est                                                                | 2 – 1                                                                       | Unione Sovietica                                                            | Amichevole                                                                  | -                                                                           |                                                                             |
| 17/08/1977                                                                  | Solna                                                                       | Svezia                                                                      | 0 – 1                                                                       | Germania Est                                                                | Amichevole                                                                  | -                                                                           | 70’                                                                         |
| 08/03/1978                                                                  | Karl-Marx-Stadt                                                             | Germania Est                                                                | 3 – 1                                                                       | Svizzera                                                                    | Amichevole                                                                  | -                                                                           | 46’                                                                         |
| Totale                                                                      |                                                                             | Presenze                                                                    | 5                                                                           |                                                                             | Reti                                                                        | 0                                                                           |                                                                             |

## Palmarès

### Allenatore

#### Competizioni nazionali
- Coppa Svizzera: 1

Wil: 2003-2004